# Wildentierbacher Berg
Wildentierbacher Berg ist ein Naturschutzgebiet in Niederstetten im Main-Tauber-Kreis in Baden-Württemberg.

## Geschichte
Durch Verordnung des Regierungspräsidiums Stuttgart über das Naturschutzgebiet Wildentierbacher Berg vom 24. Oktober 2005 wurde ein Schutzgebiet mit 37,5 Hektar ausgewiesen.

## Schutzzweck
„Schutzzweck ist:
- die Erhaltung und Entwicklung der für das Tauberland typischen Steinriegellandschaft. Die alte, durch die historische Weinbaunutzung entstandene Kulturlandschaft zeichnet sich durch einen vielfältigen Lebensraumkomplex aus Magerrasen, Glatthaferwiesen, Streuobstwiesen, Steinriegel, Feldhecken, Feldgehölzen und Gebüschen aus.
- der Schutz und die Förderung einer artenreichen Pflanzen- und Tierwelt. Hierbei sind Erhalt und Weiterentwicklung von Magerrasen und Glatthaferwiesen in arten und blütenreicher Ausbildung durch Sicherstellung einer extensiven Nutzung und Pflege von großer Bedeutung.
- die Erhaltung der Steinriegel als einzigartige nutzungs- und kulturhistorische Zeugen und als wertvolle trocken-heiße Sonderstandorte für eine spezielle Flora und Fauna in ihrem jetzigen weitgehend offenen Zustand. Sie sind der prägende Biotoptyp des Naturschutzgebietes.

Schutzzweck ist auch die Erhaltung und Entwicklung der in dem Gebiet vorkommenden Lebensräume (insbesondere ‚Trespen-Schwingel-Kalk-Trockenrasen‘ und ‚Extensive Mähwiesen der planaren bis submontanen Stufe‘) der FFH-Richtlinie“ (LUBW).